# Viljo Wiklund
Viljo Fredrik Wiklund (* 1. Mai 1903 in Tampere; † 17. März 1971 ebenda) war ein finnischer Schwimmer.

## Karriere
Wiklund nahm an den Olympischen Spielen 1924 in Paris teil. Hier scheiterte er im Wettbewerb über 200 m Brust als Vierter des dritten Vorlaufs an der Halbfinalqualifikation.